# Gerd Schwandner

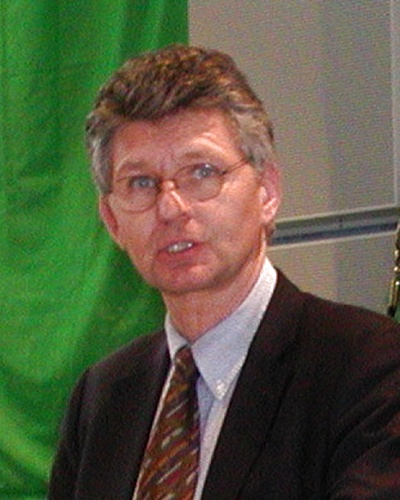
Gerd Schwandner, 2008

Fritz Gerd Schwandner (* 22. Mai 1951 in Göppingen) ist ein deutscher Chirurg und parteiloser Politiker, von 2006 bis 2014 war er Oberbürgermeister der Stadt Oldenburg.

## Biografie

### Ausbildung und Beruf
Schwandner studierte von 1971 bis 1976  Medizin und zusätzlich Erziehungswissenschaften, Germanistik und Kunstgeschichte an der Heinrich-Heine-Universität Düsseldorf und der Ruprecht-Karls-Universität Heidelberg. 1976 legte Gerd Schwandner sein medizinisches Staatsexamen ab. Im Jahre 1977 wurde er zum Dr. med. promoviert. Er arbeitete an der Chirurgischen Universitätsklinik Heidelberg und am Städtischen Krankenhaus in Pforzheim, bis er 1984 in die Politik wechselte.  Er erfüllte von 1985 bis 1991 einen Lehrauftrag an der Universität Osnabrück.

### Politik

#### Landtag Baden-Württemberg
Schwandner war in den 1970er Jahren FDP-Mitglied. Er trat in den 1980er Jahren in die Partei der Grünen ein, die er 2005 jedoch wieder verließ. Er wurde 1984 Mitglied des Landtags von Baden-Württemberg und wurde 1988 wiedergewählt. Am 21. Januar 1992 legte er sein Mandat kurz vor dem Ende der 10. Wahlperiode nieder. Für ihn rückte Ulrich Noller nach. Sechs Jahre lang war er stellvertretender Fraktionsvorsitzender der Grünen gewesen.

#### Staatsrat in Bremen
1992 erfolgte seine Berufung zum Staatsrat beim Senator für Kultur und Ausländerintegration in der Freien Hansestadt Bremen als Vertreter von Senatorin Helga Trüpel (B’90/Grüne). Er blieb bis 1995 Staatsrat.

#### Geschäftsführer, Professor
1995 wurde Schwandner Geschäftsführer des ZKM (Zentrum für Kunst und Medientechnologie) Karlsruhe. Im März 2000 wechselte er auf eine Professur für International Management & Marketing Strategies an der Fachhochschule Karlsruhe – Hochschule für Technik. Medienberichten zufolge bekam er diese Stelle auf Betreiben des baden-württembergischen Wissenschaftsministeriums. Er war Gastdozent an verschiedenen Universitäten im In- und Ausland.

#### Oberbürgermeister von Oldenburg
Bei den Oberbürgermeisterwahlen 2006 in Oldenburg konnte Schwandner sich mit dem Versprechen, den Bau des ECE-Einkaufszentrums „Schlosshöfe“ in Oldenburg zu verhindern, als parteiloser Kandidat der CDU knapp gegen Dietmar Schütz (SPD) durchsetzen. Nach der Wahl zum Oberbürgermeister hat Gerd Schwandner diese Zusage nach eigenen Aussagen nicht einlösen können, weil die von Vorgänger Schütz ausgehandelte Vertragsstrafe und die Weigerung der IHK zur Ansiedelung des schwedischen Möbelhauses IKEA im Falle des Nichtbaus mehr Nachteile für die Stadt gebracht hätte als ein modifizierter Bau. Die Grünen warfen Schwandner Wahlbetrug vor und beendeten daraufhin die Zusammenarbeit in der kurz zuvor gebildeten Koalition. Eine Abwahlinitiative von Grünen, SPD, FDP, Die Linke und der Wählergemeinschaft für Oldenburg scheiterte, da die CDU geschlossen hinter Schwandner stand.

## Ehrungen
Die chinesische Stadt Xi’an  ernannte Gerd Schwandner 2013 zu ihrem Ehrenbürger.